# Птици мишки
Птиците мишки (Coliidae) са семейство дребни птици родствени на Врабчоподобните.

## Разпространение
Срещат се единствено в Африка на юг от Сахара.

## Начин на живот и хранене
Живеят често на ята.

## Списък на видовете

### семействоColiidae
- род Colius
- Colius castanotus (Verreaux & Verreaux, 1855)
- Colius colius (Linnaeus, 1766)
- Colius leucocephalus (Reichenow, 1879)
- Colius striatus
- род Urocolius
- Urocolius indicus (Latham, 1790)
- Urocolius macrourus (Linnaeus, 1766)